# Pandanus labyrinthicus
Pandanus labyrinthicus är en enhjärtbladig växtart som beskrevs av Wilhelm Sulpiz Kurz och Friedrich Anton Wilhelm Miquel. Pandanus labyrinthicus ingår i släktet Pandanus och familjen Pandanaceae.

## Underarter
Arten delas in i följande underarter:
- P. l. labyrinthicus
- P. l. spinosissimus